# Demofont
|  | Per a altres significats, vegeu «Demofont (desambiguació)». |

Segons la mitologia grega, Demofont (grec antic: Δημοφῶν, llatí: Demophon) va ser un heroi, fill de Teseu i de Fedra. De vegades es diu que era fill de Teseu i d'Ariadna. Va ser el dotzè rei d'Atenes segons la tradició.
Va participar en la guerra de Troia al costat del seu predecessor Menesteu, del seu germà Acamant, i d'Elefènor, rei d'Eubea i fill de Calcodont. Van participar en la presa de la ciutat i van ser entre els herois que van entrar al cavall de fusta. Després de la guerra, va obtenir d'Agamèmnon l'alliberament de la seva àvia Etra, que estava captiva com a esclava d'Helena des de la guerra dels Dioscurs contra Atenes.
En el viatge de tornada, Demofont passà per Tràcia (però també s'atribueix aquest episodi a Acamant), on s'enamorà de Fil·lis, la filla del rei. Van casar-se i el seu pare li donà com a dot la successió del tron. Però Demofont volia tornar a Atenes, i després de moltes súpliques per part de Fil·lis, va dir que tornaria i va marxar. Fil·lis el va acompanyar fins a un lloc que es deia "els Nou Camins" i va donar-li un petit cofre que contenia objectes consagrats a la Gran Mare, Rea. Li va aconsellar que no l'obrís fins que hagués perdut tota esperança de tornar amb ella. Demofont es va instal·lar a Xipre, o bé succeí al seu pare en el tron d'Atenes. Quan havia passat el temps acordat i Demofont no tornava, Fil·lis es va suïcidar maleint-lo. Ell, mentrestant, va obrir el cofre i el que va veure l'espantà. Va pujar al seu cavall que es va encabritar i el va fer caure. Demofont, es va matar clavant-se la seva pròpia espasa per la caiguda.

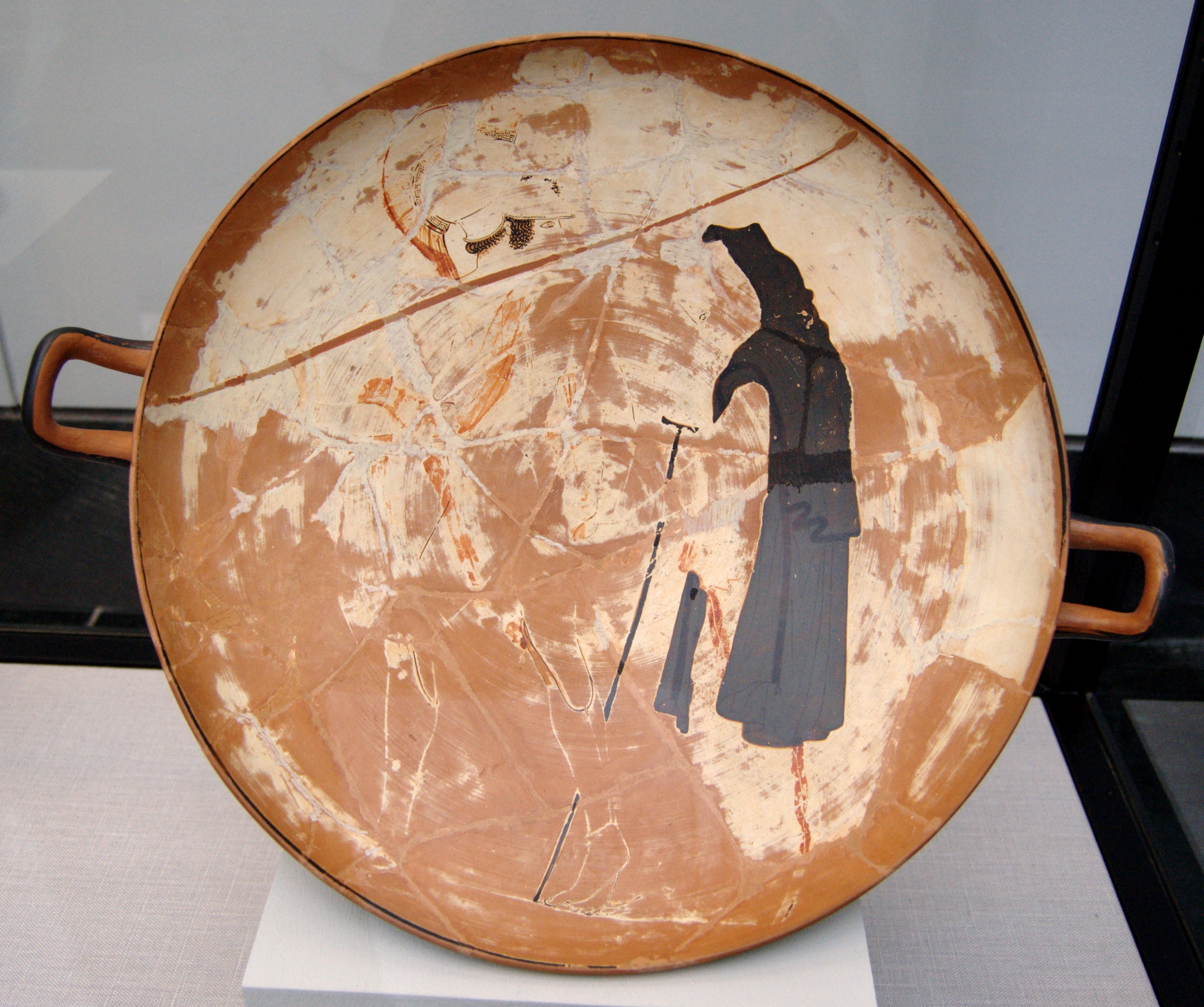
Demofont (?) alliberant Etra, ceràmica àtica de fons blanc (470-), Staatliche Antikensammlungen de Múnic

Els atenesos explicaven que gràcies a Demofont tenien el Pal·ladi, l'estàtua troiana de Pal·las Atena. Algunes versions deien que Diomedes (o Odisseu) l'havia donat espontàniament a Demofont després d'haver-la robat a Troia, o bé Demofont l'havia conquerida prenent-la a uns argius perduts que havien desembarcat a Falèron, guiats per Diomedes. Demofont els va prendre per pirates, els atacà i els va agafar l'estàtua.
Sota el regnat de Demofont, arribà Orestes a Atenes, perseguit per les Eumènides. I per la mateixa època van arribar els Heraclides que demanaven ajuda contra Euristeu.